# Любомирівка (Запорізький район)
Любоми́рівка — село в Україні, у Запорізькому районі Запорізької області. Входить до складу Павлівської сільської громади.
Площа села — 15,4 га. Кількість дворів — 24, кількість населення на 01.01.2007 р. — 43 чол.

## Географія
Село Любомирівка знаходиться на правому березі річки Солона, на протилежному березі розташоване село Берестове.
Село розташоване за 20 км від районного центру, за 46 км від обласного центра.
Найближча залізнична станція — Значкове — знаходиться за 9 км від села.

## Історія
С. Любомирівка було засноване в другій половині XIX ст. селянами, колишніми кріпаками, на землях поміщика Товбича. У селі була земська школа
7 (20) листопада 1917 року, відповідно до Третього Універсалу Української Центральної Ради, увійшло до складу Української Народної Республіки.
Внаслідок поразки Перших визвольних змагань село надовго окуповане більшовицькими загарбниками.
В 1932-1933 селяни пережили сталінський геноцид.
З 24 серпня 1991 року село входить до складу незалежної України.
До 2016 орган місцевого самоврядування — Семененківська сільська рада.
12 червня 2020 року, відповідно до розпорядження Кабінету Міністрів України № 713-р «Про визначення адміністративних центрів та затвердження територій територіальних громад Запорізької області», село увійшло до складу Павлівської сільської територіальної громади.
19 липня 2020 року, в результаті адміністративно-територіальної реформи та ліквідації Вільнянського району, село увійшло до складу новоутвореного Запорізького району.

## Сьогодення
В селі знаходиться психоневрологічний інтернат.

## Населення

### Мова
Розподіл населення за рідною мовою за даними перепису 2001 року:
| Мова       | Кількість | Відсоток |
| ---------- | --------- | -------- |
| українська | 178       | 93.19%   |
| російська  | 10        | 5.25%    |
| білоруська | 1         | 0.52%    |
| вірменська | 1         | 0.52%    |
| румунська  | 1         | 0.52%    |
| Усього     | 191       | 100%     |